# 沼田義明 対 小林弘戦
沼田義明 対 小林弘（ぬまたよしあき たい こばやしひろしせん）は、1967年12月14日に蔵前国技館で行われたプロボクシング史上初の日本人同士による世界タイトル戦である。同年6月にフラッシュ・エロルデを破り、WBA・WBC世界ジュニアライト級王者となった沼田義明（極東）に、ランキング1位の小林弘（中村）が挑戦し、激闘の末に12回KO勝ち（15回制）で小林が新チャンピオンとなった。経歴やスタイルの異なる両雄の対決は「精密機械」対「雑草」と煽られて大きな話題となった。